# Taram
Taram is een bestuurslaag in het regentschap Lima Puluh Kota van de provincie West-Sumatra, Indonesië. Taram telt 7573 inwoners (volkstelling 2010).